# Robbie Coltrane
Anthony Robert McMillan OBE (sinh 30 tháng 3 năm 1950 – mất 14 tháng 10 năm 2022), thường được biết đến với nghệ danh Robbie Coltrane là một diễn viên và nghệ sĩ hài người Scotland. Ông nổi tiếng qua vai Rubeus Hagrid trong loạt phim Harry Potter, và Valentin Dmitrovich Zukovsky trong các phim James Bond GoldenEye (1995) và The World Is Not Enough (1999). Ông được Nữ hoàng Elizabeth II chỉ định là OBE năm 2006 vì những đóng góp của mình với phim truyền hình. Năm 1990, Coltrane nhận được giải Evening Standard British trong hạng mục Phim hài. Năm 2011, ông được vinh danh vì "đóng góp xuất sắc" trong lĩnh vực điện ảnh tại Giải thưởng Viện hàn lâm Anh quốc Scotland.
Coltrane bắt đầu sự nghiệp của mình khi xuất hiện cùng với Hugh Laurie, Stephen Fry và Emma Thompson trong loạt phim ký họa Alfresco (1983–1984). Năm 1987, ông đóng vai chính trong miniseries Tutti Frutti của đài BBC cùng với Thompson, bộ phim mà ông nhận được đề cử Nam diễn viên chính xuất sắc nhất của Giải thưởng Truyền hình Viện Hàn lâm Anh. Coltrane sau đó đã nổi tiếng toàn quốc với vai nhà tâm lý học tội phạm, Tiến sĩ Eddie "Fitz" Fitzgerald trong bộ phim truyền hình của đài ITV Cracker (1993–2006), một vai diễn đã giúp ông nhận được Giải thưởng Truyền hình Học viện Anh cho Nam diễn viên chính xuất sắc nhất trong ba năm liên tiếp (1994 đến 1996). Năm 2006, Coltrane đứng thứ 11 trong cuộc bình chọn 50 ngôi sao vĩ đại nhất của đài truyền hình ITV do công chúng bình chọn. Năm 2016, ông đóng vai chính trong series National Treasure gồm 4 phần trên kênh Channel 4 cùng với Julie Walters, một vai diễn mà ông nhận được đề cử Giải thưởng Truyền hình của Viện Hàn lâm Anh.
Coltrane đã xuất hiện trong một số bộ phim như Henry V (1989), Ocean's Twelve (2004), The Brothers Bloom (2008), Great Expectations (2012), Effie Grey (2014). Ông cũng được biết đến với màn lồng tiếng trong các bộ phim hoạt hình The Tale of Despereaux (2008) và Brave (2012) của Pixar.

## Đời tư và qua đời
Coltrane kết hôn với Rhona Gemmell vào ngày 11 tháng 12 năm 1999. Cặp đôi có con trai Spencer sinh năm 1992 và con gái Alice sinh năm 1998. Coltrane và Gemmell ly thân vào năm 2003, và sau đó ly hôn.
Coltrane mắc chứng thoái hóa khớp, anh cho biết mình bị "đau liên tục cả ngày" vào năm 2016 và từ năm 2019 trở đi anh phải ngồi xe lăn.
Trong chiến dịch vận động trưng cầu dân ý độc lập Scotland năm 2014, Coltrane đã lên tiếng ủng hộ độc lập có điều kiện, nói rằng "Cuối cùng thì tôi cũng muốn thấy độc lập - nhưng chỉ là một Scotland độc lập của Đảng Lao động."
Coltrane qua đời ngày 14 tháng 10 năm 2022, hưởng thọ 72 tuổi tại Bệnh viện Hoàng gia Forth Valley ở Larbert, sau khi sức khỏe yếu trong hai năm.

## Xuất bản
- Coltrane, Robbie; Stuart, Graham (tháng 5 năm 1993) Coltrane in a Cadillac HarperCollins ISBN 978-1857021202
- Coltrane, Robbie (tháng 10 năm 1997) Coltrane's Planes & Automobiles Simon & Schuster ISBN 978-0684819570
- Coltrane, Robbie (tháng 6 năm 2008) Robbie Coltrane's B-Road Britain Transworld ISBN 978-0593059968